# Jorcerys Montilla
Jorcerys Noeslimar Montilla Reyes (* 8. August 1995 in Maturín) ist eine venezolanische Schachspielerin, die seit März 2021 für den kolumbianischen Schachverband spielberechtigt ist.

## Leben
Jorcerys Montilla ist die älteste von drei Schwestern. Das Schachspielen begann sie im Alter von neun Jahren an der Schule. Ihr Schachlehrer dort war José Tadeo Monagas. Anschließend wurde sie vom Kubaner Remón trainiert und danach von 2005 bis 2011 in Caracas. Sie besuchte die weiterführende Schule Unidad Educativa Privada (UEP) Colegio Madre María in La Victoria. Im Anschluss studiert sie Medizin an der Universidad Central de Venezuela (UCV).

## Erfolge
Im März 2011 gewann sie die zentralamerikanische Meisterschaft der weiblichen Jugend U20 im venezolanischen Barquisimeto und erhielt dafür den Titel Internationaler Meister der Frauen (WIM). Im Juli desselben Jahres gewann sie in Mérida (Venezuela) die panamerikanische U17-Schülerinnenmeisterschaft. Im Oktober 2011 gewann sie in Barquisimeto die venezolanische Einzelmeisterschaft der Frauen. Eine Silbermedaille erhielt sie bei der panamerikanischen U18-Meisterschaft der weiblichen Jugend im August 2012 in Lima, die von Ann Chumpitaz gewonnen wurde. Bei der venezolanischen Frauenmeisterschaft 2013 in Puerto La Cruz belegte Jorcerys Montilla hinter Tairu Rovira Contreras den zweiten Platz.
Für die venezolanische Frauennationalmannschaft spielte sie bei der Schacholympiade 2012 in Istanbul am dritten Brett mit einem Ergebnis von 8 Punkten aus 10 Partien. und bei der Schacholympiade 2014 in Tromsø mit einem Ergebnis von 6,5 Punkten aus 11 Partien am vierten Brett.
Mit ihrer Elo-Zahl von 2123 im Dezember 2024 liegt sie hinter Ingris Rivera auf dem zweiten Platz der kolumbianischen Elo-Rangliste der Frauen. Ihre höchste Elo-Zahl war 2161 im Januar 2017, mit der sie die venezolanische Elo-Rangliste der Frauen angeführt hatte.